# Prépostfalvi erődtemplom
A prépostfalvi erődtemplom műemlékké nyilvánított épület Romániában, Szeben megyében. A romániai műemlékek jegyzékében az SB-II-a-A-12555 sorszámon szerepel.